# Шифрувальники навахо

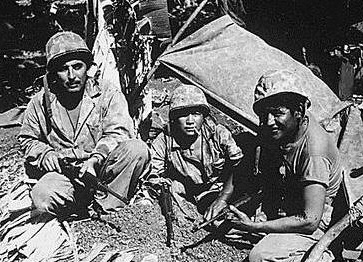
Радисти навахо, 1944

Шифрувальники навахо (навахо Diné Bizaad yee Nidaazbaa'ígíí) — група індіанців племені навахо, які в роки Другої світової війни працювали в американській армії радистами-шифрувальниками. Вони передавали донесення по рації та телефону рідною мовою. Брали участь у всіх основних операціях морської піхоти США у Тихому океані в 1942—1945.

## Історія
Вперше ідея використовувати індіанські мови для пересилання зашифрованих повідомлень була випробувана ще в Першу світову війну, коли вісім членів племені чокто служили на європейському театрі військових дій.
Ідею використовувати мову навахо першим висловив ветеран Першої світової Філіп Джонстон. Син місіонера, який працював у цьому племені, Філіпродився в резервації і був одним з небагатьох неіндіанців, які вільно спілкувались мовою навахо. У 1942 році плем'я навахо налічувало близько 50 000 осіб. Мова навахо надзвичайно важка для вивчення, і, крім того, в роки другої світової війни була неписемною. Не було закладено основ граматичних правил, навіть не був складений елементарний алфавіт. У ній є звуки, що не мають аналогів у європейських мовах. Тому людині, що не належить до племені індіанців навахо, вивчити мову було практично неможливо. Військові лінгвісти провели дослідження і доповіли командувачу десантними силами Тихоокеанського флоту, генерал-майору К. Вогелу, що мову навахо розуміють не більше 30 американців, які не належать до племені. Коли уряд США звернувся до вождя племені Навахо з проханням відпустити корінних індіанців брати участь в бойових діях на Тихому океані, вождь відповів, що «немає більших патріотів Америки, ніж корінні американці». Таким чином, дозвіл було отримано, після цього почали збирати і навчати першу групу радистів навахо.
У травні 1942 сформували першу групу навахо з 29 осіб, яка прибула на спеціальну базу Пендлтон (Оушенсайд, Каліфорнія) і приступила до розробки шифру. Вони називали себе англ. «windtalkers», «ті, що говорять з вітром».
Багато термінів, з якими радистам доводилося працювати, не мали еквівалента в мові індіанців навахо. Тому при розробці шифру були створені близько 450 оригінальних позначень, які були відсутні в мові навахо. Так, «беш-ло» (залізна риба) позначало підводний човен, а «дібе-лі-зіні» (чорні вівці) — взвод.
Спочатку радисту потрібно було перекласти кожне слово з повідомлення англійською. Потім він брав тільки першу букву англійського слова. Так, слова «бі-ла-сану» (apple, яблуко), «уол-ла-чі» (ant, мураха) і «це-нілл» (axe, сокира) позначали букву (а). Тому, щоб передати в повідомленні, наприклад, слово «NAVY» (Флот), радист передавав наступне: ца (Needle, голка) уол-ла-чі (Ant, мураха) а-ке-ді-гліні (Victor, переможець) ца-ас-зі (Yucca, юка).
До 1945 року близько 375—420 навахо служили в морській піхоті радистами. Крім радистів-навахо, представники цього племені працювали кур'єрами і брали участь в боях як звичайні солдати.
Щороку 14 серпня, починаючи з 1982, святкується «Національний день радистів навахо».
Навахо також брали участь в Корейській війні, і на короткий час у В'єтнамській війні.
У 2002 році Джоном Ву знято художній фільм «Ті, що говорять із вітром», що розповідає історію шифрувальників навахо.